# Dorsett Golden
Dorsett Golden es una variedad cultivar de manzano (Malus domestica).
Originado en las Bahamas en 1953 en la casa de la Sra. Irene Dorsett, Nassau, isla de Nueva Providencia. Fue introducido en 1964. Las frutas son dulces y jugosas con un ligero sabor aromático.

## Historia
'Dorsett Golden' es una variedad de manzana, que recibió el nombre de Irene Dorset, quien trajo una manzana 'Golden Delicious' con ella de un viaje a Nueva York y plantó las semillas en el jardín de su casa en Nassau, isla de Nueva Providencia]] (Bahamas) en 1953. Una de las semillas brotó, y seis años después, dieron fruto. El árbol llamó la atención de William Whitman, un agente de bienes raíces de Florida (EE. UU.) y fundador de "Rare Fruit Council International", quien llevó los esquejes a Florida en 1961.
Posteriormente fue obtenida por la Granja Hortícola de la Universidad de Florida en Gainesville de dos fuentes diferentes en 1973 y 1974 para pruebas rigurosas. El resultado fue que el cultivar mostró signos de estar excepcionalmente bien adaptado a climas subtropicales, pero que su supuesto patrimonio 'Golden Delicious' era genéticamente improbable. Un candidato más probable podría haber sido la variedad 'Ein Shemer', que tiene las características de bajo enfriamiento encontradas en el 'Golden Dorsett'.
'Dorsett Golden' se cultiva en la National Fruit Collection con el número de accesión: 1969 - 036 y Accession name: Dorsett Golden.

## Características
'Dorsett Golden' tiene un tiempo de floración que comienza a partir del 15 de mayo con el 10% de floración, para el 19 de mayo tiene una floración completa (80%), y para el 24 de mayo tiene un 90% de caída de pétalos.
'Dorsett Golden' tiene una talla de fruto grande; forma globosa-cónica, con una altura de 74.30mm y una anchura de 77.03mm; con nervaduras, medio débil; corona media; epidermis con color de fondo verde blanquecino, con sobre color rojo, con una cantidad de color superior bajo-medio, con sobre patrón de color rayado / moteado, "russeting" (pardeamiento áspero superficial que presentan algunas variedades) muy bajo; textura de la pulpa crujiente y color de la pulpa crema; los frutos son dulces y tienen una  jugosidad seca, con un ligero sabor aromático.
Su tiempo de recogida de cosecha se inicia a mediados de octubre. Madura un mes antes del primer período, y en climas templados, puede producir una segunda cosecha para el cuarto período después del cual se desarrollará otro conjunto de flores, aunque estas tienen una probabilidad mínima de dar fruto.
'Dorsett Golden' va mejor en las zonas de resistencia del USDA 5–9. Investigadores de la Universidad de la Florida habían observado que 'Dorset Golden' en clima subtropical era de hoja perenne, aunque no puede producir frutos adecuadamente si no tiene latencia. Por lo general, queda inactivo en diciembre, por lo que es el mejor momento para podar los árboles frutales.

## Ploidismo
Diploide. Auto estéril, para los cultivos necesitan un polinizador compatible tal como 'Ein Shemer' y-o 'Anna'.